# Coxicerberus redangensis
Coxicerberus redangensis är en kräftdjursart som först beskrevs av Baldari och Roberto Argano 1984.  Coxicerberus redangensis ingår i släktet Coxicerberus och familjen Microcerberidae. Inga underarter finns listade i Catalogue of Life.